# Josef Gröbmer
Josef Mathias Gröbmer (auch Joseph, auch Josef Anton, auch Gröbner; * 5. Februar 1815 in Bruneck; † 21. September 1882 in Haidhausen bei München) war ein österreichischer Bildhauer.

## Leben

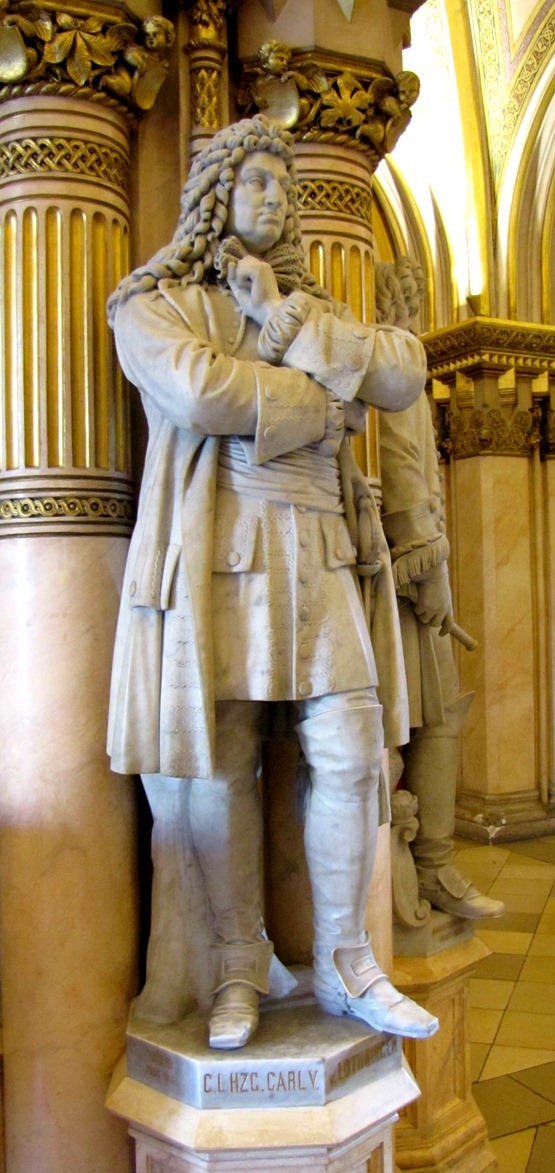
Statue Karls von Lothringen in der Feldherrenhalle des Heeresgeschichtlichen Museums

Der Sohn eines Tagelöhners studierte ab 1835 Bildhauerei an der Akademie der bildenden Künste München. Er war ein Schüler Ludwig Schwanthalers und später dessen Mitarbeiter am Modell für die Tillystatue für die Feldherrnhalle und die Giebelgruppen der Propyläen in München. Er arbeitete in München und erblindete gegen Ende seines Lebens. Neben Denkmälern und Bauplastiken schuf er zahlreiche religiöse Skulpturen für bayerische und Tiroler Kirchen.

## Werke
- Statue Lehrender Christus, Arkade 75, Städtischer Friedhof Innsbruck, 1859[2]
- Statue des Auferstandenen am (ehemaligen) Haupteingang des städtischen Friedhofs, Innsbruck, 1860[2]
- Marmorstatuen Tilly und Karl von Lothringen im Arsenal (heute Heeresgeschichtliches Museum), Wien, 1866